# جتسادا جیتساواد
جتسادا جیتساواد (تایلندی: เจษฎา จิตสวัสดิ์؛ زادهٔ ۵ اوت ۱۹۸۰) بازیکن سابق و مربی فوتبال اهل تایلند است.
از باشگاه‌هایی که در آن بازی کرده است می‌توان به باشگاه فوتبال موانگتونگ یونایتد، باشگاه فوتبال پلیس ترو، و باشگاه فوتبال چیانگرای یونایتد اشاره کرد.
وی همچنین در تیم ملی فوتبال تایلند بازی کرده است.